# Atrina lischkeana
Atrina lischkeana is een tweekleppigensoort uit de familie van de Pinnidae. De wetenschappelijke naam van de soort is voor het eerst geldig gepubliceerd in 1891 door Clessin.